# São Bartolomeu (Borba)
São Bartolomeu (oficialmente, Borba (São Bartolomeu)) é uma freguesia portuguesa do município de Borba, com 0,20 km² de área e 604 habitantes (censo de 2021). A sua densidade populacional é 2 963,7 hab./km².
Com 20,38 hectares (0,20 km²), esta é a freguesia de menor extensão de Portugal, depois de a reorganização administrativa da cidade de Lisboa ocorrida em 2012 ter extinto dez freguesias mais pequenas e a reorganização administrativa nacional de 2013 ter extinto duas outras freguesias também menores (curiosamente, ambas designadas São Bartolomeu) nos municípios de Coimbra e Vila Viçosa.
Tem ainda a particularidade de ser uma freguesia-enclave: está totalmente rodeada pelo território da freguesia da  Matriz (cerca de 200 vezes mais extensa do que ela), com a qual forma a vila de Borba, correspondendo São Bartolomeu ao seu núcleo mais antigo. Com a extinção/agregação das freguesias de Vila Viçosa (São Bartolomeu) e Estremoz (Santo André), São Bartolomeu de Borba é agora a única freguesia-enclave em Portugal.

## Demografia
A população registada nos censos foi:
| Ano  | 0-14 Anos | 15-24 Anos | 25-64 Anos | > 65 Anos |
| 2001 | 83        | 102        | 464        | 283       |
| 2011 | 63        | 63         | 351        | 281       |
| 2021 | 56        | 33         | 257        | 258       |

## Património
- Igreja das Servas, torre e claustro ou Convento das Servas ou Real Convento das Servas
- Pelourinho de Borba
- Imóvel no Largo dos Combatentes da Grande Guerra, 12
- Igreja de São Bartolomeu ou Igreja Paroquial de São Bartolomeu
- Palácio dos Fidalgos Sousa Carvalho e Melo ou Solar dos Fidalgos Sousa Carvalho e Melo